# Ornithogalum candicans
Ornithogalum  candicans, el jacinto de Sudáfrica, es una planta bulbosa perenne de la familia  de las asparagáceas.

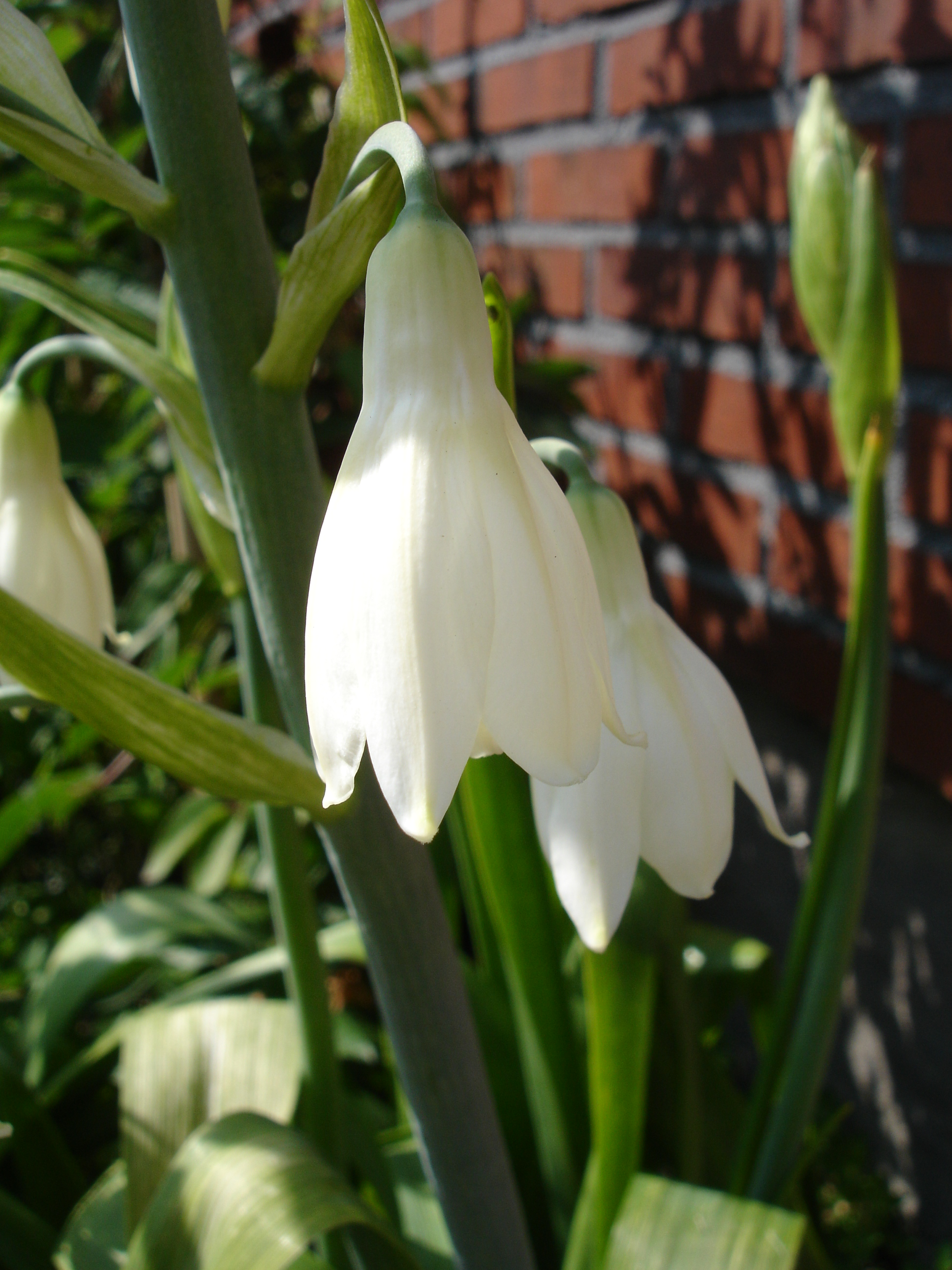
Detalle de la flor

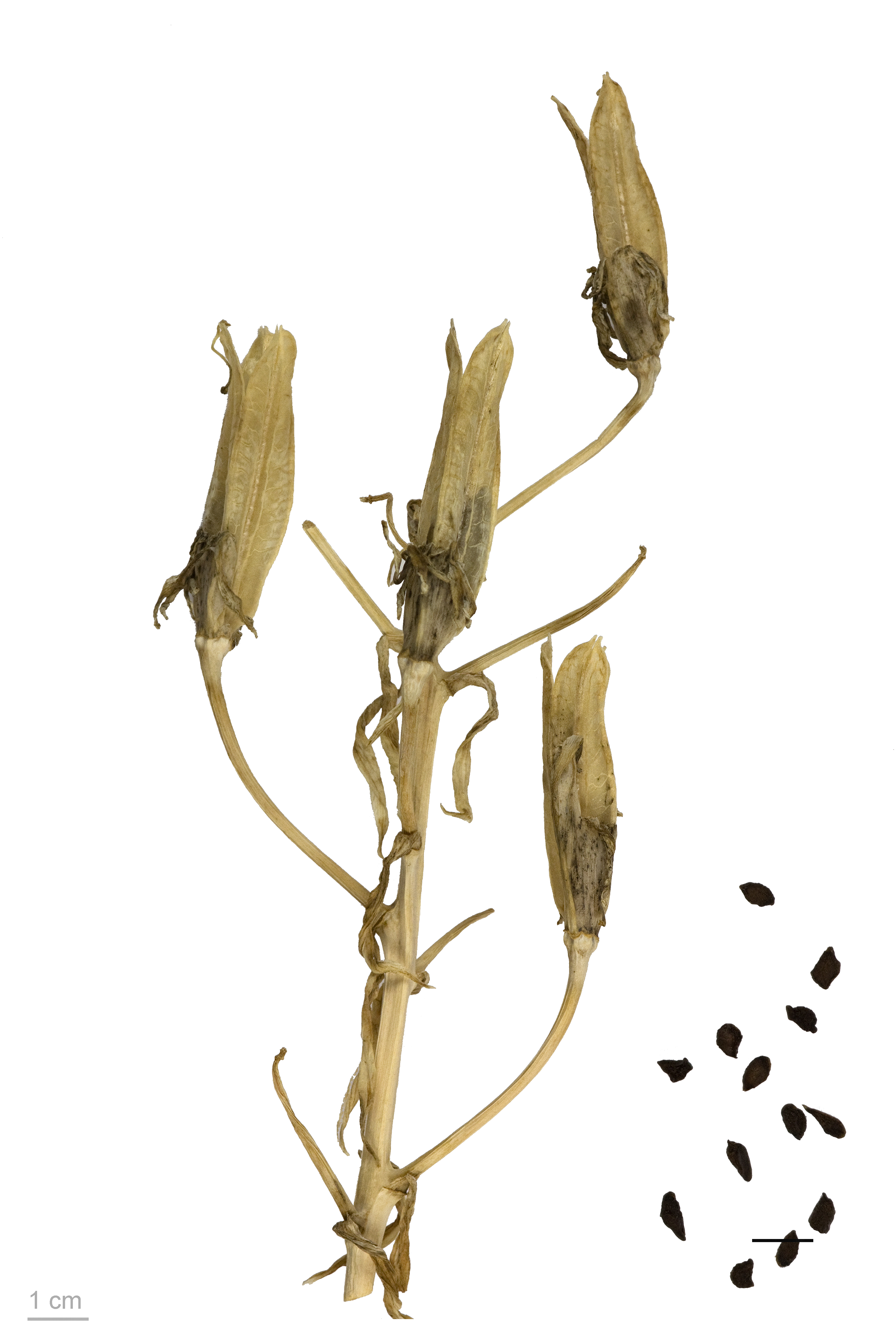
Ornithogalum candicans

## Descripción
Alcanza un tamaño de hasta 1,2 m de altura, con hojas carnosas verdegrisáceas y tallos erectos que sostienen espigas laxas de hasta 30 flores colgantes, acampanadas y blancas, a veces matizadas o marcadas de verde. Florece desde mediados de verano.
Esta planta ha ganado el Award of Garden Merit de la Royal Horticultural Society.

## Taxonomía
Ornithogalum  candicans fue descrito por (Baker) J.C.Manning & Goldblatt y publicado en Edinburgh Journal of Botany 60: 553. 2003[2004].
Etimología
Ornithogalum: nombre genérico que deriva de las voces griegas  ornithos (pájaro) y gala (leche), por lo que la traducción sería "leche de pájaro". Para algunos autores, este nombre se refiere al color de las flores de muchas especies del género. Para otros, "leche de pájaro" alude a las palabras que aparentemente utilizaban los romanos para indicar que algo es maravilloso.
candicans: epíteto latino que significa "que llega a ser blanco".
Sinonimia
- Galtonia candicans (Baker) Decne.
- Hyacinthus candicans Baker basónimo[5][6]